# Apostrasseria
Apostrasseria is een monotypisch geslacht van schimmels behorend tot de familie Phacidiaceae. Het bevat alleen de soort Apostrasseria balsamicola.